# Mesontoplatys ovatulus
Mesontoplatys ovatulus är en skalbaggsart som beskrevs av Edgar von Harold 1861. Mesontoplatys ovatulus ingår i släktet Mesontoplatys och familjen Aphodiidae. Inga underarter finns listade i Catalogue of Life.